# Народный музей истории баяна имени В. А. Барелюка
Народный музей истории баяна имени В. А. Барелюка — музей, основанный в 1983 году в Шахтёрске.

## История
Музей создан в 1983 году. В 2000 году музей стал народным и назван в честь слепого музыканта В. А. Барелюка. В 2009 году музей выиграл Всеукраинский конкурс на лучший общественный музей. Каждый год его посещают около тысячи учащихся музыкальных школ города.

## Экспозиция
Всего выставлено 3 тысячи экспонатов. Музей гордится коллекцией баянов среди которых:
- Баяны «ракушки».
- Саратовские баяны с прикреплёнными колокольчиками.
- Современные баяны.

В музее хранится 86 баянов разных времён. Среди экспонатов существуют патефон, на котором записан звучание гармошки, концертная гармоника 19 века, губные гармошки, трещотки, сопилки. В экспозиции музея представлены раритетные партитуры, учебник по музыке для баяна, фотографии педагогов, пластинки.

## Экскурсия
Во время экскурсии экскурсовод играет на всех видах баянов.